# Cervecería Heineken de Venezuela
C.A. Cervecería Heineken de Venezuela was een Nederlandse dochteronderneming van Heineken en diens andere dochteronderneming NV Cobra die in 1950 was opgericht met als doel; het opzetten van een brouwerij in Caracas, Venezuela. Nadat men een locatie in Caracas had gevonden en men het ontwerp voor de brouwerij bijna klaar had, bleek het terrein te zijn gevordert door het Ministerie van Oorlog. Bij gebrek aan een andere geschikte locatie in deze stad week men in 1951 uit naar de stad Maracay om het daar te proberen. Totdat de reeds bestaande brouwerij "La Criolla" in Caracas zich in 1952 te koop aanbood. De La Criolla wordt omgedoopt tot de "C.A. Cervecería Heineken de Venezuela". De resultaten blijven tegenvallen omdat de twee grote concurrenten, Cervecera Nacional en Cervecera Regional, in een hevige concurrentiestrijd verwikkeld waren. In 1963 wordt de brouwerij verkocht aan een van de twee, Cervecera Nacional waarbij Heineken in licentie wordt gebrouwen.

## Producten
- Cerveza La Criolla
- Cerveza La Criollita
- Malta La Criollita
- Heineken Cerveza
- Heineken Cerveza Negra[4]
- Heineken Malta